# Georg von Kameke
Arnold Karl Georg von Kameke, född 14 april 1817 i Pasewalk, död 12 oktober 1893 i Berlin, var en preussisk militär och politiker.
Kameke blev 1858 chef för krigsministeriets ingenjörsavdelning, innehade under tyska enhetskriget 1866 stabschefsbefattningen vid 2:a armékåren och blev 1867 generalinspektör för ingenjörskåren och fästningarna. Vid fransk-tyska krigets utbrott 1870 ställdes Kameke i spetsen för 14:e infanteridivisionen, med vilken han öppnade slaget vid Spicheren den 6 augusti och senare deltog i striderna vid Metz och i nämnda fästnings inneslutning. Därefter anförtroddes han ledningen av ingenjörsanfallet mot Paris. Han blev general inom infanteriet 1875. Efter krigets slut trädde han åter i spetsen för ingenjörskåren och var krigsminister under tiden 1 januari 1873 till 9 mars 1883. 

## Utmärkelser
- Pour le Mérite
- Storkorset av Leopoldsorden
- Svarta örns orden
- Albrektsorden

[Redigera Wikidata]